# 曲樟乡
曲樟乡，是中华人民共和国广西壮族自治区北海市合浦县下辖的一个乡镇级行政单位。

## 行政区划
曲樟乡下辖以下地区：
璋嘉村、山心村、井山村、樟木村、高豪村、曲木村、早禾村、亚山村、李家水村、中城村和南城村。